# Lenka Faltusová
Lenka Faltusová (* 24. června 1979 Lanškroun) je bývalá česká biatlonistka.
Startovala na Zimních olympijských hrách 2006, kde se v individuálních závodech umístila na 32. (sprint) a 36. (stíhací závod) místě. Českému družstvu pomohla v olympijském závodě štafet ke 13. místu. Na začátku 21. století se účastnila světových šampionátů, jejím nejlepším individuálním umístěním je 29. místo z vytrvalostního závodu na MS 2005.